# Тетраэдр Гурса

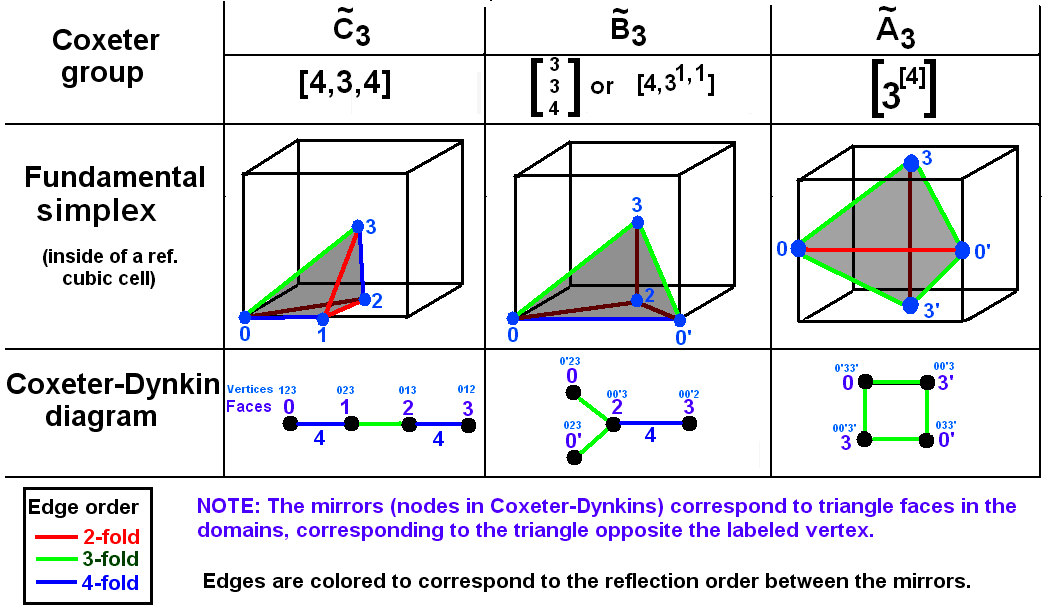
В евклидовом 3-пространстве существует 3 простых тетраэдра Гурса, которые представляются символами [4,3,4], [4,3^{1,1}] и [3^{[4]}]. Они могут рассматриваться как точки на кубе и внутри куба {4,3}.

Тетраэдр Гурса — тетраэдральная фундаментальная область построения Витхоффа. Каждая грань тетраэдра представляет зеркальную гиперплоскость на 3-мерной поверхности — 3-сферы, евклидового 3-мерного пространства и гиперболического 3-мерного пространства. Коксетер назвал область именем Эдуара Гурса, который первым обратил внимание на эти области. Тетраэдр Гурса является расширением теории треугольников Шварца для построения Витхоффа на сфере.

## Графическое представление
Тетраэдр Гурса может быть представлен графически тетраэдральным графом, который является двойственной конфигурацией фундаментальной области в виде тетраэдра. В этом графе каждый узел представляет грань (зеркало) тетраэдра Гурса. Каждое ребро помечено рациональным числом, соответствующим порядку отражения, который равен {\displaystyle \pi }/двугранный угол.
4-вершинная диаграмма Коксетера — Дынкина представляет эти тетраэдральные графы со скрытыми рёбрами второго порядка. Если много рёбер имеют порядок 2, группа Коксетера может быть представлена скобочной нотацией.
Для существования тетраэдра Гурса каждый из подграфов с 3 вершинами этого графа, (p q r), (p u s), (q t u) и (r s t), должны соответствовать треугольнику Шварца.

## Расширенная симметрия
| |  |
| Симметрия тетраэдра Гурса может быть тетраэдральной симметрией любой подгруппы симметрии, показанной в дереве цветом рёбер. |  |

Расширенная симметрия тетраэдра Гурса является полупрямым произведением группы Коксетера симметрии и  фундаментальной области симметрии (тетраэдра Гурса, в этом случае). Нотация Коксетера поддерживает эту симметрию как вложенные скобки, наподобие [Y[X]], что означает полную группу Коксетера симметрии [X] с Y в качестве симметрии тетраэдра Гурса. Если Y является чистой зеркальной симметрией, группа будет представлять другую группу Коксетера отражений. Если имеется только одна простая удваивающая симметрия, Y может быть выражена явно, наподобие  [[X]] с зеркальной или вращательной симметрией, в зависимости от контекста.
Расширенная симметрия каждого тетраэдра Гурса задана ниже. Наивысшая возможная симметрия у правильного тетраэдра, [3,3], и она достигается на призматической точечной группе [2,2,2], или [2[3,3]], и на паракомпактной гиперболической группе [3[3,3]].
См. симметрии тетраэдра для 7 симметрий низкого порядка тетраэдра.

## Полное число решений
Последующие секции показывают все из полного набора решений тетраэдров Гурса для 3-сферы, евклидова 3-мерного пространства и гиперболического 3-мерного пространства. Расширенная симметрия каждого тетраэдра тоже указана.
Цветные тетраэдральные диаграммы ниже являются вершинными фигурами всеусечённых многогранников и сот из каждого семейства симметрий. Метки рёбер представляют порядки многоугольных граней, которые являются удвоенными порядками ветвей графа Коксетера. Двугранный угол ребра, помеченного 2n, равен {\displaystyle \pi /n}. Жёлтые рёбра, помеченные цифрой 4, получаются из прямого угла (несвязанных) зеркал (узлов) диаграммы Коксетера.

### (Конечные) решения на 3-сфере

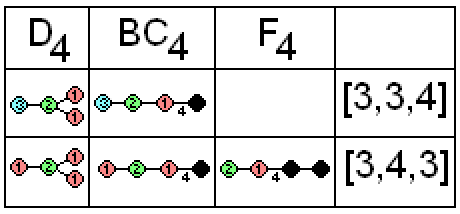
Изоморфизм конечных групп Коксетера

Решения для 3-сферы с плотностью  1: (однородные многогранники)
| Группа Коксетера и диаграмма        | [2,2,2] ·                   | [p,2,2] ·                | [p,2,q] ·                 | [p,2,p] ·                          | [3,3,2] ·               | [4,3,2] ·        | [5,3,2] ·        |
| Порядок группы симметрии            | 16                          | 8p                       | 4pq                       | 4p2                                | 48                      | 96               | 240              |
| Симметрии тетраэдра                 | [3,3] (порядок 24)          | [2] (порядок 4)          | [2] (порядок 4)           | [2+,4] (порядок 8)                 | [ ] (порядок 2)         | [ ]+ (порядок 1) | [ ]+ (порядок 1) |
| Расширенные симметрии               | [(3,3)[2,2,2]] · =[4,3,3] · | [2[p,2,2]] · =[2p,2,4] · | [2[p,2,q]] · =[2p,2,2q] · | [(2+,4)[p,2,p]] · =[2+[2p,2,2p]] · | [1[3,3,2]] · =[4,3,2] · | [4,3,2] ·        | [5,3,2] ·        |
| Порядок расширенных групп симметрии | 384                         | 32p                      | 16pq                      | 32p2                               | 96                      | 96               | 240              |

| Тип графа                                               | Линейный                    | Линейный                           | Линейный                                      | Линейный                        | Трёхлистный                |
| ------------------------------------------------------- | --------------------------- | ---------------------------------- | --------------------------------------------- | ------------------------------- | -------------------------- |
| Группа Коксетера и диаграмма                            | Пяти- · ячейный · [3,3,3] · | Шестнадцати- · ячейный · [4,3,3] · | Двадцати- · четырёхъ- · ячейный · [3,4,3]]] · | Шестисот- · ячейный · [5,3,3] · | Полутессеракт · [31,1,1] · |
| Вершинная фигура всеусечённых однородных многогранников |                             |                                    |                                               |                                 |                            |
| Тетраэдр                                                |                             |                                    |                                               |                                 |                            |
| Порядок группы симметрии                                | 120                         | 384                                | 1152                                          | 14400                           | 192                        |
| Тетраэдральная симметрия                                | [2]+ (порядок 2)            | [ ]+ (порядок 1)                   | [2]+ (порядок 2)                              | [ ]+ (порядок 1)                | [3] (порядок 6)            |
| Расширенная симметрия                                   | [2+[3,3,3]] ·               | [4,3,3] ·                          | [2+[3,4,3]] ·                                 | [5,3,3] ·                       | [3[31,1,1]] · =[3,4,3] ·   |
| Порядок группы расширенной симметрии                    | 240                         | 384                                | 2304                                          | 14400                           | 1152                       |

### Решения в евклидовом 3-мерном пространстве

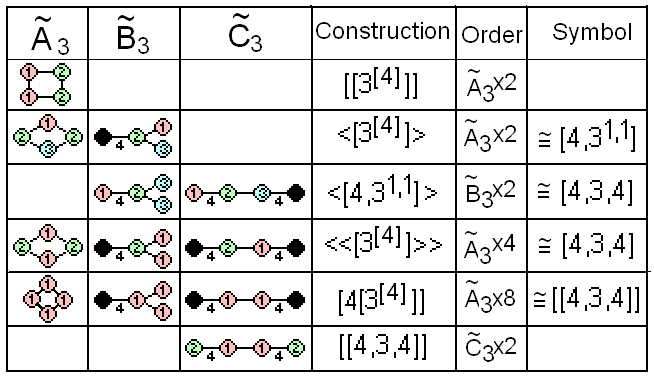
Изоморфизмы евклидовых групп Коксетера

Решения плотности 1: Выпуклые однородные соты:
| Тип графа                            | Линейный         | Трёхлистный              | Кольцо                          | Призматический          | Призматический   | Призматический           | Вырожденный                   |
| ------------------------------------ | ---------------- | ------------------------ | ------------------------------- | ----------------------- | ---------------- | ------------------------ | ----------------------------- |
| Группа Коксетера Диаграмма Коксетера | [4,3,4] ·        | [4,31,1] ·               | [3[4]] ·                        | [4,4,2] ·               | [6,3,2] ·        | [3[3],2] ·               | [∞,2,∞] ·                     |
| Вершинная фигура всеусечённых сот    |                  |                          |                                 |                         |                  |                          |                               |
| Тетраэдр                             |                  |                          |                                 |                         |                  |                          |                               |
| Тетраэдральная симметрия             | [2]+ (порядок 2) | [ ] (порядок 2)          | [2+,4] (порядок 8)              | [ ] (порядок 2)         | [ ]+ (порядок 1) | [3] (порядок 6)          | [2+,4] (порядок 8)            |
| Расширенная симметрия                | [(2+)[4,3,4]] ·  | [1[4,31,1]] · =[4,3,4] · | [(2+,4)[3[4]]] · =[2+[4,3,4]] · | [1[4,4,2]] · =[4,4,2] · | [6,3,2] ·        | [3[3[3],2]] · =[3,6,2] · | [(2+,4)[∞,2,∞]] · =[1[4,4]] · |

### Решения для гиперболических 3-пространств
Решения плотности 1: (Выпуклые однородные соты в гиперболическом пространстве) (Компакт (группы симплексов Ланнера))
| Группа Коксетера Диаграмма Коксетера | [3,5,3] ·         | [5,3,4] ·          | [5,3,5] ·         | [5,31,1] ·               |                    |        |        |
| Вершинный фигуры всеусечённых сот    |                   |                    |                   |                          |                    |        |        |
| Тетраэдр                             |                   |                    |                   |                          |                    |        |        |
| Тетраэдральная симметрия             | [2]+ (порядок 2)  | [ ]+ (порядок 1)   | [2]+ (порядок 2)  | [ ] (порядок 2)          |                    |        |        |
| Расширенная симметрия                | [2+[3,5,3]] ·     | [5,3,4] ·          | [2+[5,3,5]] ·     | [1[5,31,1]] · =[5,3,4] · |                    |        |        |
| Тип графа                            | Кольцо            | Кольцо             | Кольцо            | Кольцо                   | Кольцо             | Кольцо | Кольцо |
| Группа Коксетера Диаграмма Коксетера | [(4,3,3,3)] ·     | [(4,3)2] ·         | [(5,3,3,3)] ·     | [(5,3,4,3)] ·            | [(5,3)2] ·         |        |        |
| Вершинные фигуры всеусечённых сот    |                   |                    |                   |                          |                    |        |        |
| Тетраэдр                             |                   |                    |                   |                          |                    |        |        |
| Тетраэдральная симметрия             | [2]+ (порядок 2)  | [2,2]+ (порядок 4) | [2]+ (порядок 2)  | [2]+ (порядок 2)         | [2,2]+ (порядок 4) |        |        |
| Расширенная симметрия                | [2+[(4,3,3,3)]] · | [(2,2)+[(4,3)2]] · | [2+[(5,3,3,3)]] · | [2+[(5,3,4,3)]] ·        | [(2,2)+[(5,3)2]] · |        |        |

### Решения в паракомпактных гиперболических 3-пространствах

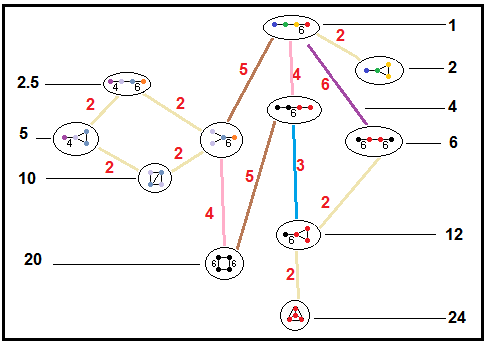
Здесь показана связь подгрупп паракомпактного гиперболического тетраэдра Гурса. Подгруппы порядка 2 представляют разбиение тетраэдра Гурса плоскостью зеркальной симметрии

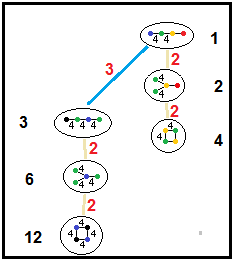

Решения плотности 1: (См. Паракомпакт (группы симплексов Козула))
| Тип графа                            | Линейные графы             | Линейные графы               | Линейные графы           | Линейные графы                  | Линейные графы           | Линейные графы           | Линейные графы           |                              |
| ------------------------------------ | -------------------------- | ---------------------------- | ------------------------ | ------------------------------- | ------------------------ | ------------------------ | ------------------------ | ---------------------------- |
| Группа Коксетера Диаграмма Коксетера | [6,3,3] ·                  | [3,6,3] ·                    | [6,3,4] ·                | [6,3,5] ·                       | [6,3,6] ·                | [4,4,3] ·                | [4,4,4] ·                |                              |
| Тетраэдральная симметрия             | [ ]+ (порядок 1)           | [2]+ (порядок 2)             | [ ]+ (порядок 1)         | [ ]+ (порядок 1)                | [2]+ (порядок 2)         | [ ]+ (порядок 1)         | [2]+ (порядок 2)         |                              |
| Расширенная симметрия                | [6,3,3] ·                  | [2+[3,6,3]] ·                | [6,3,4] ·                | [6,3,5] ·                       | [2+[6,3,6]] ·            | [4,4,3] ·                | [2+[4,4,4]] ·            |                              |
| Тип графа                            | Кольцевые графы            | Кольцевые графы              | Кольцевые графы          | Кольцевые графы                 | Кольцевые графы          | Кольцевые графы          | Кольцевые графы          | Кольцевые графы              |
| Группа Коксетера Диаграмма Коксетера | [3[ ]×[ ]] ·               | [(4,4,3,3)] ·                | [(43,3)] ·               | [4[4]] ·                        | [(6,33)] ·               | [(6,3,4,3)] ·            | [(6,3,5,3)] ·            | [(6,3)[2]] ·                 |
| Тетраэдральная симметрия             | [2] (порядок 4)            | [ ] (порядок 2)              | [2]+ (порядок 2)         | [2+,4] (порядок 8)              | [2]+ (порядок 2)         | [2]+ (порядок 2)         | [2]+ (порядок 2)         | [2,2]+ (порядок 4)           |
| Расширенная симметрия                | [2[3[ ]×[ ]]] · =[6,3,4] · | [1[(4,4,3,3)]] · =[3,41,1] · | [2+[(43,3)]] ·           | [(2+,4)[4[4]]] · =[2+[4,4,4]] · | [2+[(6,33)]] ·           | [2+[(6,3,4,3)]] ·        | [2+[(6,3,5,3)]] ·        | [(2,2)+[(6,3)[2]]] ·         |
| Тип графа                            | Трёхлистный                | Трёхлистный                  | Трёхлистный              | Кольцо с хвостом                | Кольцо с хвостом         | Кольцо с хвостом         | Кольцо с хвостом         | Симлекс                      |
| Группа Коксетера Диаграмма Коксетера | [6,31,1] ·                 | [3,41,1] ·                   | [41,1,1] ·               | [3,3[3]] ·                      | [4,3[3]] ·               | [5,3[3]] ·               | [6,3[3]] ·               | [3[3,3]] ·                   |
| Тетраэдральная симметрия             | [ ] (порядок 2)            | [ ] (порядок 2)              | [3] (порядок 6)          | [ ] (порядок 2)                 | [ ] (порядок 2)          | [ ] (порядок 2)          | [ ] (порядок 2)          | [3,3] (порядок 24)           |
| Расширенная симметрия                | [1[6,31,1]] · =[6,3,4] ·   | [1[3,41,1]] · =[3,4,4] ·     | [3[41,1,1]] · =[4,4,3] · | [1[3,3[3]]] · =[3,3,6] ·        | [1[4,3[3]]] · =[4,3,6] · | [1[5,3[3]]] · =[5,3,6] · | [1[6,3[3]]] · =[6,3,6] · | [(3,3)[3[3,3]]] · =[6,3,3] · |

## Рациональные решения
Существует сотни рациональных решений для 3-сфер, включая эти 6 линейных графов, которые образуют многогранники Шлефли–Гесса, и 11 нелинейных: 
| Линейные графы 1. Плотность 4: [3,5,5/2] 2. Плотность 6: [5,5/2,5] 3. Плотность 20: [5,3,5/2] 4. Плотность 66: [5/2,5,5/2] 5. Плотность 76: [5,5/2,3] 6. Плотность 191: [3,3,5/2] | Графы «кольцо с хвостом»: 1. Плотность 2: 2. Плотность 3: 3. Плотность 5: 4. Плотность 8: 5. Плотность 9: 6. Плотность 14: 7. Плотность 26: 8. Плотность 30: 9. Плотность 39: 10. Плотность 46: 11. Плотность 115: |